# Liste der Baudenkmäler in Gebenbach
Auf dieser Seite sind die Baudenkmäler in der Oberpfälzer Gemeinde Gebenbach zusammengestellt. Diese Tabelle ist eine Teilliste der Liste der Baudenkmäler in Bayern. Grundlage ist die Bayerische Denkmalliste, die auf Basis des Bayerischen Denkmalschutzgesetzes vom 1. Oktober 1973 erstmals erstellt wurde und seither durch das Bayerische Landesamt für Denkmalpflege geführt wird. Die folgenden Angaben ersetzen nicht die rechtsverbindliche Auskunft der Denkmalschutzbehörde.

## Baudenkmäler nach Gemeindeteilen

### Gebenbach
| Lage                        | Objekt                             | Beschreibung                                                                                               | Akten-Nr.             | Bild                |
| --------------------------- | ---------------------------------- | --- | --------------------- | ------------------- |
| Am Kalvarienberg (Standort) | Marienkapelle                      | Zweite Hälfte 18. Jahrhundert                                                                              | D-3-71-123-5 Wikidata | Marienkapelle       |
| Am Kalvarienberg (Standort) | Kalvarienberggruppe                | Sandstein, 18./19. Jahrhundert                                                                             | D-3-71-123-5 Wikidata | Kalvarienberggruppe |
| Dorfstraße 4 (Standort)     | Ackerbürgerhaus                    | Giebelbau bezeichnet mit „1865“, Hofmauereinfahrt bezeichnet mit „1849“                                    | D-3-71-123-2 Wikidata | BW                  |
| Hauptstraße 8 (Standort)    | Pfarrhaus                          | Satteldachbau, 17. Jahrhundert                                                                             | D-3-71-123-3 Wikidata | BW                  |
| Hauptstraße 10 (Standort)   | Katholische Pfarrkirche St. Martin | Gotischer Chor (Langhaus und Turm 1976); mit Ausstattung Reststück der Friedhofsmauer, nachmittelalterlich | D-3-71-123-1 Wikidata | weitere Bilder      |
| Hauptstraße 10 (Standort)   | Sogenannter Gemeindeturm           | Runder Turmschaft bei Versetzung erneuert, Kuppelbekrönung barock                                          | D-3-71-123-4 Wikidata | BW                  |

### Atzmannsricht
| Lage                                                    | Objekt                               | Beschreibung                                                               | Akten-Nr.              | Bild           |
| ------------------------------------------------------- | ------------------------------------ | -------------------------------------------------------------------------- | ---------------------- | -------------- |
| Atzmannsricht 3 (Standort)                              | Wohnhaus eines Vierseithofes         | 19. Jahrhundert, Satteldachbau mit Putzbänderung                           | D-3-71-123-9 Wikidata  | BW             |
| Atzmannsricht 13 (Standort)                             | Wohnstallbau                         | Mit Satteldach, 18. Jahrhundert, Holzdecke im Gastzimmer, Felsenbierkeller | D-3-71-123-10 Wikidata | BW             |
| Atzmannsricht 15 (Standort)                             | Halbwalmdachbau                      | Erste Hälfte 19. Jahrhundert                                               | D-3-71-123-11 Wikidata | BW             |
| Atzmannsricht 18 (Standort)                             | Halbwalmdachbau                      | Um 1910                                                                    | D-3-71-123-12 Wikidata | BW             |
| Atzmannsricht 24 (Standort)                             | Katholische Nebenkirche St. Wolfgang | Gotische Chorturmkirche, Langhauserweiterung 1719; mit Ausstattung         | D-3-71-123-8 Wikidata  | weitere Bilder |
| An der Straße nach Krickelsdorf (Standort)              | Bildstock                            | Bezeichnet mit „1895“, mit Dreifaltigkeitsbild                             | D-3-71-123-13 Wikidata | Bildstock      |
| Blöhgarten; an der Straße nach Atzmannsricht (Standort) | Sandsteinbildstock                   | 19. Jahrhundert                                                            | D-3-71-123-7 Wikidata  | BW             |

### Kainsricht
| Lage                                     | Objekt                           | Beschreibung                            | Akten-Nr.              | Bild |
| ---------------------------------------- | -------------------------------- | --------------------------------------- | ---------------------- | --- |
| Kainsricht 14 (Standort)                 | Katholische Kapelle St. Johannes | Anfang 20. Jahrhundert; mit Ausstattung | D-3-71-123-14 Wikidata | weitere Bilder |
| Dorfholz (auf dem Süßer Berg) (Standort) | Sandsteinbildstock               | Um 1500                                 | D-3-71-123-15 Wikidata | [[Vorlage:Bilderwunsch/code!/C:49.5446156,11.8541506!/D:Dorfholz (auf dem Süßer Berg), Sandsteinbildstock!/\|BW]] |